# Grube Kupferner Kessel
Die Grube Kupferner Kessel war eine Eisenerzgrube bei Seelbach bei Hamm (Sieg) in der  Verbandsgemeinde Hamm an der Sieg im Landkreis Altenkirchen in Rheinland-Pfalz. Die Grube lag südlich von Hamm und nordöstlich von Marienthal und war eine eher unbedeutende Grube im Siegerländer Erzrevier. Abgebaut wurde Eisenerz.

## Geschichte
Die Grube Kupferner Kessel befand sich nordöstlich von Marienthal im Kerngebiet des Wissener Sattels.
Die Erzvorkommen wurden durch den auf ca. 181,1 m Höhe üNN liegenden Hermann Erbstollen aufgeschlossen. Die Höhenlage dieses Stollens entspricht der 80-m-Sohle des Schachtes Dortmund.
Eventuell wurden ebenfalls Teile der Grubenfelder Emilzeche und Krone aufgeschlossen. Aus dem Schacht Dortmund wurden in der Betriebsperiode zwischen 1880 und 1900 3.385 t Eisenerz gefördert.
Vermutlich existierte eine Verbindungsstrecke zwischen dem Schacht Dortmund und dem Hermann Erbstollen was darauf schließen lässt, dass das gesamte Grubenfeld über den Hermann Erbstollen entwässert wurde.
In den 1950er-Jahren wurde die Grube von der Erzbergbau Siegerland AG erneut untersucht. In der Betriebsperiode von 1950 bis 1953 wurden ca. 3.000 t Spateisenstein gefördert. Die Gesamtförderung der Grube betrug 7.663 t Eisenerz.

### Gangmittel
Die Siderit-Gänge der Grube Kupferner Kessel setzten in den oberen und mittleren Siegener Schichten auf. Größere Vorkommen wurden hier vermutet, da die Übergangszone dieser Gesteinsfolgen als besonders günstiges Nebengestein betrachtet wurde. Zum Teil setzen die Gangmittel der Grube im Dortmunder Sattel auf, der zur breiten Entwicklung des Wissener Sattels gehört.

### Nachfolgenutzung
Das Grubenwasser des Hermann Erbstollen wird momentan in das Waldschwimmbads Thalhauser Mühle im Seelbachtal eingeleitet.
2010 wurde zur Abschätzung von geothermischen Nutzungsmöglichkeiten der Ausfluss der Grubenwässer aus dem Erbstollen untersucht.